# El Cubillo de Uceda
El Cubillo de Uceda település Spanyolországban, Guadalajara tartományban. El Cubillo de Uceda Valdenuño Fernández, El Casar, Uceda, Casa de Uceda, Villaseca de Uceda és Viñuelas községekkel határos. Lakosainak száma 109 fő (2024).

## Népesség
A település népessége az utóbbi években az alábbiak szerint változott:
| Lakosok száma | 123  | 119  | 132  | 191  | 182  | 155  | 135  | 121  | 129  | 109  |
|               | 2001 | 2004 | 2006 | 2009 | 2011 | 2014 | 2016 | 2019 | 2021 | 2024 |